# Poecilotriccus
A Poecilotriccus a madarak (Aves) osztályának verébalakúak (Passeriformes) rendjébe és a királygébicsfélék (Tyrannidae) családjába tartozó nem.

## Rendszerezés
A nembe az alábbi 12 faj tartozik:
- fehérarcú toditirranusz (Poecilotriccus albifacies)
- Poecilotriccus calopterus vagy Todirostrum calopterum
- Poecilotriccus capitalis
- Poecilotriccus fumifrons vagy Todirostrum fumifrons
- Poecilotriccus latirostris vagy Todirostrum latirostre
- Poecilotriccus luluae
- Poecilotriccus plumbeiceps vagy Todirostrum plumbeiceps
- Poecilotriccus pulchellum vagy Todirostrum pulchellum
- Poecilotriccus ruficeps
- Poecilotriccus russatus vagy Todirostrum russatum
- Poecilotriccus senex vagy Todirostrum senex
- Poecilotriccus sylvia vagy Todirostrum sylvia